# Lil Boat 3
Lil Boat 3 è il titolo del quarto album in studio del rapper statunitense Lil Yachty, pubblicato il 29 maggio 2020 sulle etichette Universal Music Group e Motown Records.

## Tracce
Crediti adattati da Spotify.
1. Top Down – 2:40 (testo: Miles McCollum, Earl Bynum – musica: Earl on the Beat)
2. Wock in Stock – 2:22 (testo: McCollum, Brandon Mitchell – musica: MitchGoneMad)
3. Split / Whole Time – 3:59 (testo: McCollum, Bynum – musica: Earl on the Beat)
4. T.D (con. Tierra Whack, feat. ASAP Rocky, Tyler, the Creator) – 3:52 (testo: McCollum, Tierra Whack, Rakim Mayers, Tyler Okonma, Samuel Gloade, Pharrell Williams, Keisuke Ogihara, Ryo-Z, Seiji Kameyama, Verbal – musica: 30 Roc, Lil Yachty)
5. Pardon Me (feat. Future, MikeWillMadeIt) – 2:58 (testo: McCollum, Nayvadius Wilburn, Michael Williams II, Marquell Middlebrooks – musica: Mazeratti, MikeWillMadeIt)
6. Demon Time (feat. Draft Day) – 2:28 (testo: McCollum, Justin Daniels, Deshawn Jackson – musica: Childboy)
7. Black Jesus – 3:00 (testo: McCollum, Tahj Morgan, Freek Van Workum. Joey Morrison, Nick Luscombe – musica: Freek, JetsonMade, Joe, Nick)
8. From Down Bad – 2:57 (testo: McCollum, Bynum – musica: Earl on the Beat)
9. Love Jones – 1:50 (testo: McCollum, Bynum, Mithcell – musica: Earl on the Beat, MitchGoneMad)
10. Can't Go – 1:52 (testo: McCollum, Bynum – musica: Earl on the Beat, Lil Yachty)
11. Oprah's Bank Account (con DaBaby, feat. Drake) – 3:25 (testo: McCollum, Jonathan Kirk, Aubrey Graham, Earl Bynum – musica: Earl on the Beat)
12. Ranger Rover Sports Truck (con Lil Keed) – 2:52 (testo: McCollum, Raqhid Render, Jordan Jenks – musica: Pi'erre Bourne)
13. Lemon Head (feat. Kevin Gates) – 2:41 (testo: McCollum, Karl Hamnqvist – musica: K Swisha)
14. Don't Forget – 2:07 (testo: McCollum, Gloade – musica: 30 Roc)
15. Up There Music – 2:11 (testo: McCollum, Bynum – musica: Earl on the beat)
16. Westside – 2:31 (testo: McCollum, Tyron Douglas – musica: Buddha Bless)
17. Till the Morning (feat. Young Thug, Lil Durk) – 3:45 (testo: McCollum, Jeffery Williams, Durk Banks, Dwan Avery – musica: DY Krazy)
18. Whew' Chile – 3:18 (testo: McCollum, Bynum – musica: Earl on the Beat)
19. Concrete Boys – 2:52 (testo: McCollum, Gloade – musica: 30 Roc)